# Kasper De Vos
Kasper De Vos (Antwerpen, 1988) is een Belgisch beeldend kunstenaar. Hij maakt tekeningen, collages, installaties en sculpturen. Hij is afkomstig uit Mortsel en woont en werkt in Gent. Hij is gekend voor zijn speelse invalshoek en het thema voedsel. 
De Vos nam deel aan talrijke solo- en groepstentoonstellingen in België en in het buitenland. Een van zijn werken is aangekocht door de Vlaamse Gemeenschap en te zien in het Middelheimmuseum in Antwerpen.

## Biografie
Kasper De Vos studeerde van 2007 tot 2010 in Sint-Lucas in Antwerpen en behaalde zijn master aan de Koninklijke Academie voor Schone Kunsten in Gent in 2012.

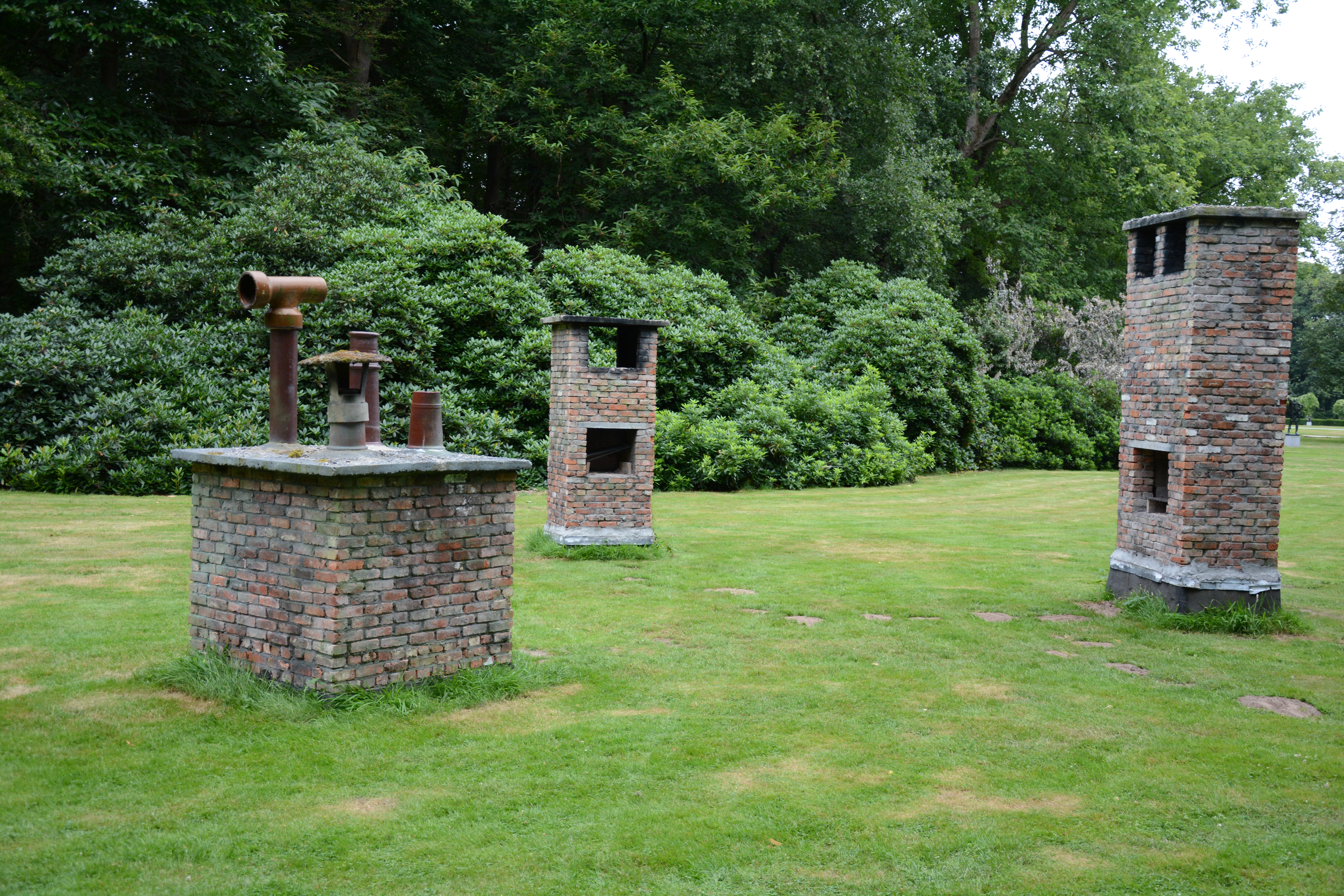
Kasper De Vos, Aan'schouw, 2015.

In 2015 werd hij laureaat van de "Creatiewedstrijd" van het Middelheimmuseum voor zijn ontwerp "Aan'schouw'.
Twee jaar later startte hij met een postgraduaat in de beeldende kunsten aan het Hoger Instituut voor Schone Kunsten (HISK) in Gent, waar hij in 2018 de graad van "laureaat" behaalde.  Hij kreeg nog in het zelfde jaar een solotentoonstelling in de Brakke Grond in Amsterdam.
De Vos was laureaat-kunstenaar voor een project van dorpskernvernieuwing rond het Monfortanenklooster in Kontich in 2019.
In 2021 verscheen zijn kunstboek "Uno" met teksten van Kasper De Vos zelf, Michaël Van Remoortere, Vincent Van Meenen, Antony Hudek en Sofie Gielis.
Zijn assemblage "A Cast of thought" werd in 2022 verworven door de Vlaamse Gemeenschap en uitgeleend aan het openluchtmuseum Middelheim in Antwerpen. Het is een uitvergrote walnoot in brons die door middel van touwen schommelt tussen twee bomen.
Op de 9de Biënnale van de Schilderkunst in 2024 is hij een van kunstenaars die met hun werk in dialoog gaan met de schilderijen van Roger Raveel in het Roger Raveelmuseum.

## Oeuvre
De Vos is in de eerste plaats beeldhouwer en assemblagemaker.
Hoewel hij het beeldhouwen zeer ernstig opvat en zijn werken zelfs 'intellectueel complex" worden genoemd, is er steeds een speelse en humoristische invalshoek aanwezig. Naast het contrast van natuurlijke en artificiële elementen is voedsel het belangrijkste thema in zijn werk, met uitbreiding naar eetgewoonten en consumptisme.
Kasper De Vos werkt hoofdzakelijk met zelf gevonden recyclagemateriaal, bouwmateriaal en organisch materiaal, die hij op een doordachte en evenwichtige wijze combineert tot een nieuw kunstwerk, waar het gerecycleerd materiaal een gans andere context krijgt. Soms vult hij dit aan met beeldhouwwerk. Diverse keren verbindt hij geboetseerde lichaamsdelen met readymades.
Hij maakt dikwijls gebruik van basisvormen en basiskleuren. Hij associeert elke kleur met een emotie en verwerkt dit in zijn assemblages.
Zijn beelden vervaardigt hij met klei, beton of gips volgens de traditionele methoden. Sommige worden in brons gegoten.
Naast beeldhouwen maakt hij ook tekeningen, collages en olieverfschilderijen. Zijn thema's zijn hier hoofdzakelijk organische vormen, de mens en de natuur.

## Artist in residence
- 2013 Agora, Berlijn[1]
- 2014 Middelheimmuseum, Antwerpen[22]
- 2019, Arteventura, Spanje[13][23]
- 2020 "Bohuslän Stenstipendium", Bohuslän, Zweden[24][25]
- 2020 Cona Foundation, Mumbai, India[1]
- 2021 D'Academie Sint-Niklaas[26]

## Solotentoonstellingen
- 2023 Sluimertijd, Plus-One Gallery, Antwerpen[27]
- 2021 Pushing And Pulling The Center To The Mirror, MuHKA, Antwerpen[20]
- 2018 Werelds Goed Is Eb En Vloed, Emergent, Veurne (BE)[15]
- 2018 The Dance For Mobile Reception, PLUS-ONE Gallery, Antwerpen
- 2018 A rolling stone gathers no moss, De Brakke Grond, Amsterdam[3]
- 2014  Art Burger Palace, Het Paviljoen, Gent[28][17]
- 2013 Catch The Big Fish, Antwerpen[29]

## Groepstentoonstellingen (selectie)
- 2024 C-Mine, Genk[30][31]
- 2024 9e Biënnale van de schilderkunst, museum Roger Raveel, Machelen[11][12]
- 2023 Face Time, Plus One Gallery, Antwerpen[32]
- 2022, Affiniteiten, LLS Paleis, Antwerpen[33]
- 2021 Udden skulptur festival, Bohuslän, Zweden[24][25]
- 2022 Beams&Dreams, Fred & Ferry, Antwerpen[34]
- 2022 Art Antwerp, Expo Antwerpen[35]
- 2022, Quartet Poortersloge Brugge[36]
- 2022 Saucage Party, Galerie Rodolphe Janssen, Brussel,[37]
- 2022 De Schaar en de Schorpioen, Galerie Nasty Alice, Eindhoven
- 2022 Making Fun, De Warande, Turnhout[38]
- 2021 Art Contest, Espace Vanderborght, Brussel,[39]
- 2020 Une Quarantaine, groepstentoonstelling op papier[40]
- 2020 Melancholy for the future Museum Dhondt - Dhaenens, Deurle[41]
- 2019 Mad Meg, Rebellion - Provocation - Despair, LLS Paleis, Antwerpen[42]
- 2019 ENTWINED: PATHS OF EXPERIENCE, Vivacom Art Hal, OBORISHTE, Sofia, Bulgarije[29]
- 2019 Kunstenfestival, Aardenburg[18]
- 2018 Galerie Barbé, Gent[28]
- 2017 The Grid and The Cloud: How to connect,  Vanderborght, Brussel[43]
- 2013 Constructies, Emergent, Veurne[44]
- 2012 The research and destroy of black mountain college, W139, Amsterdam[45]

- Gemeinsame Normdatei: 1252473885
- Library of Congress Control Number: n2022034165
- RKD-Nederlands Instituut voor Kunstgeschiedenis: 493733
- Union List of Artist Names: 500727953
- Virtual International Authority File: 2991164604094737910004